# Halyna Petrosanyak
Halyna Petrosanyak (en ucraniano: Галина Іванівна Петросаняк; nacida en 1969) es una  mujer ucraniana y su actividad profesional es la de poeta, escritora y traductora.

## Vida
Halyna Petrosanyak nació en 1969 en un remoto pueblo de los Cárpatos ucranianos. Se licenció en estudios alemanes y rusos por la Universidad Nacional Precarpática Vasyl Stefanyk. 
Petrosanyak formó parte de los autores vinculados al grupo conocido como el fenómeno Stanislav. Debutó en 1996 con su poemario Парк на схилі ("Parque en la colina").  Un poema de la publicación fue galardonado con el Bu-Ba-Bu "Mejor poema del año". Petrosanyak fue también laureada del Hubert-Burda-Preis für junge Lyrik (2007) y del Ivan Franko (2010). Sus obras han aparecido en varias revistas literarias y almanaques y han sido traducidas a varios idiomas, entre ellos inglés, alemán, polaco, ruso, checo e italiano.
Petrosanyak trabaja como traductora del checo y del alemán al ucraniano. Ha traducido, entre otras, las autobiografías de Alexander Granach y Soma Morgenstern.
¡En 2021 se publicó en ucraniano la primera novela de la autora, "Villa Anemona". También en 2021 se publicó la traducción al ucraniano de la novela "El año que viene en Jerusalén", de Andrè Kaminski. 
En 2022 se publicó en ucraniano la colección de ensayos "Nuestro vecino Albert Hoffmann". Además, ese mismo año se publicó la traducción al ucraniano de los Sonetos a Orfeo de Rainer Maria Rilke.  Además, en 2022 se publicó la colección de poesía "Exophonies" con prólogo de Ruth Schweikert. Ese mismo año, la autora ingresó en la Academia Bávara de Bellas Artes y fue galardonada con el Premio de Literatura de la Kunststiftung NRW-Straelen.

## Publicaciones

### Poesía
- Парк на схилі ("Parque en la colina"), 1996
- Світло окраїн ("Luz de las afueras"), 2000
- Спокуса говорити, 2008
- Екзофонія ("Exophonium"), 2019[2][3]
- Exophonien. Im Rhythmus der Landschaft ("Exofonías. Al ritmo del paisaje"), 2022.

### Otros
- Політ на повітряній кулі, 2015 - ensayos y poesía.
- Не заважай мені рятувати світ ("No me pongas trabas para salvar el mundo"), 2019 - relatos[2][3]